# 阿拉伯语巴扬经

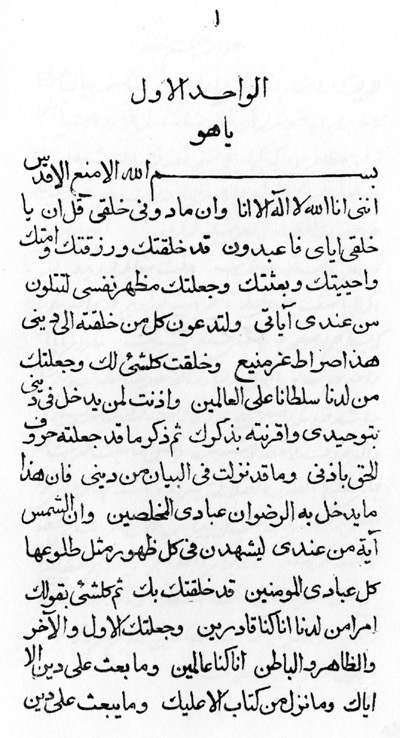
阿拉伯语巴扬经的第一页

《阿拉伯语巴扬经》是由巴孛所著的宗教经典，此书完成时间在1848年前后。这本书常与其姐妹经典《波斯语巴扬经》一起出现。《阿拉伯语巴扬经》并未完成，全书只有了十一合（波斯語：‎，羅馬化：Vahid），每一合通常被视为一章，包括了十九门（波斯語：‎，羅馬化：Abwab）。这本书中的语法高度不规则。巴孛在被关押在伊朗马库的监狱时写下此书。

## 延伸阅读
- Compendium on the Arabic Bayán （页面存档备份，存于）
- The Text of the Arabic Bayan (in Arabic) （页面存档备份，存于）